# Codi de registre de les entitats financeres
El codi de registre de les entitats financeres és el codi numèric que identifica les entitats financeres. Tenen entre 3 i 5 xifres en funció del país d'origen de l'entitat.

## Entitats dels Països Catalans
- 3025 - Caixa d'Enginyers
- 2038 - Bankia
- 0081 - Banc Sabadell
- 0061 - Banca March
- 0186 - Banc Mediolanum
- 2013 - Catalunya Banc
- 2045 - Caixa Ontinyent
- 2056 - Colonya
- 2100 - CaixaBank
- 0223 - GE Money Bank
- 0133 - Microbank
- 0200 - Privat Bank Degroof
- 2424 - Sa Nostra - el 2011, passà a formar part de Banc Mare Nostrum (0487),[1] i a partir de mitjans del 2013, les anteriors oficines de Sa Nostra a Catalunya i Aragó passen a formar part del Banc Sabadell.[2]

- 2403 - Bancaixa*
- 0093 - Banc de València*
- 2090 - Banco CAM*
- 0142 - Bankpime*
- 2409 - Caixa Mediterrani*
- 2418 - CatalunyaCaixa*
- 2042 - Caixa Laietana*
- 2423 - Caixa Penedès* - el 2012 passà a formar part de Banc Mare Nostrum (0487), i a partir de mitjans del 2013, del Banc Sabadell.[3][4]
- 2401 - La Caixa*
- 2419 - Unnim*
- 2107 - Unnim Banc*

* Entitats donades de baixa al registre.